# Ilana Levine
Ilana Levine (New Jersey, 5 december 1963) is een Amerikaanse actrice.

## Biografie
Levine groeide op in Teaneck en doorliep daar de high school aan de Teaneck High School, en studeerde daarna af aan de Universiteit van Fordham in New York.

## Huwelijk
Levine is vanaf 2002 getrouwd met Dominic Fumusa met wie zij twee kinderen heeft.

## Filmografie

### Films
- 2021 Making the Day - als gastvrouw
- 2014 Ruth & Alex - als moeder van Zoë
- 2014 Don Peyote - als rabbijn
- 2012 Greetings from Tim Buckley – als Paula
- 2012 Girl Most Likely – als lerares
- 2011 Friends with Kids – als moeder in restaurant
- 2009 Confessions of a Shopaholic – als Svelte Manhattanite
- 2008 Gigantic – als Ducky Saltinstall
- 2008 The Accidental Husband – als handtekeningen zoeker
- 2007 The Nanny Diaries – als Whiny moeder
- 2006 Ira & Abby – als Aurora Finkelstein
- 2006 Failure to Launch – als Yoga lerares
- 2004 The Buried Secret of M. Night Shyamalan – als journaliste
- 2004 Marmalade – als Patty
- 2002 Standard Time – als Marcy
- 2001 Storytelling – als onkijker
- 2001 Kissing Jessica Stein – als nieuwe vriendin van Helen
- 2000 Looking for an Echo – als Sandi
- 2000 Drop Back Ten – als Pamela Berry
- 1999 Just Looking – als Norma De Lorenzo
- 1995 Roommates – als verpleegster eerste hulp
- 1995 Just Looking – als Gwen
- 1993 Me and Veronica – als jaloerse vrouw

### Televisieseries
Uitgezonderd eenmalige gastrollen.
- 2004 Tanner on Tanner – als Andrea Spinelli – 4 afl.
- 1988 Tanner '88 – als Andrea Spinelli – 11 afl.

## TheaterwerkBroadway
- 2000 Wrong Mountain – toneelstuk – als Jessica
- 1999 You're Good Man, Charlie Brown – musical – als Lucy
- 1997-1998 The Last Night if Ballyhoo – toneelstuk – als Lala Levy (understudy)
- 1992 Jake's Women – toneelstuk – als Julie / Sheila

- International Standard Name Identifier: 0000 0000 5549 6147
- Library of Congress Control Number: no99058893
- MusicBrainz: 7c6a29f1-3e75-4b53-8b6a-6fb704e12626
- Virtual International Authority File: 4566350
- WorldCat: E39PBJktpQvc6jXj63YdwbmGHC